# Distrito de Hartberg-Fürstenfeld
El distrito de Hartberg-Fürstenfeld se encuentra en el estado de Estiria, Austria. Se compone de las siguientes localidades, con población a principio de 2018: